# Torreya californica
Torreya californica (торея  каліфорнійська, англ. California Torreya) — вид хвойних рослин родини тисових.

## Поширення, екологія
Країни проживання: США (Каліфорнія). Росте в сирих і тінистих місцях в горбистій гірській місцевості, де панують високі хвойні, особливо Sequoia sempervirens, Picea sitchensis, Pseudotsuga menziesii. У західних долинах Сьєрра-Невада вид пов'язаний з покритонасінними, в основному Acer, Cornus nuttallii, Platanus occidentalis, Alnus rubra. Діапазон висот від близько рівня моря (але, як правило, вище 200 м) на берегових хребтах до 2500 м над рівнем моря в Сьєрра-Неваді.

## Морфологія
Дерева до 20(25) м; Стовбур 90(120) см діаметром; крона конічна або, у віці, з круглим верхом. Гілки розлогі злегка опущені; 2-річний гілки червонувато-коричневі. Листки 3-8 см, виділяючи їдкий запах при розтиранні. Пилкові шишки білуваті. Насіння (включаючи шкірки) 2,5-3,5 см; аріли світло-зелені з фіолетовими прожилками. 2n = 16.

## Використання
З причини рідкості більше не використовується. Каліфорнійські індіанці використовували цей тис для виготовлення луків, насіння смажили для їжі і деякі племені (наприклад, допо) використовується коріння для плетіння кошиків. T. californica є найбільш широко культивований вид роду і може рости у вигляді величезного, з широкою кроною дерева з вражаючим листям і великих, підвісними, сливоподібними зеленим або сірувато-зеленим насінням. Використовується майже виключно як декоративна рослина у великих садах або дендраріях.

## Загрози та охорона
Вирубка в кінці 19 і до середини 20-го століть помітно зменшили площі рослини. Є підстави вважати, що історичне зниження числа зрілих дерев становить не менше 50%. Цей спад зараз зупинився або майже зупинився. Цей вид відомий з кількох охоронюваних територій в межах свого ареалу.